# Austin A40 Sports
L’A40 Sports è un'autovettura prodotta dall'Austin dal 1950 al 1953.

## Il contesto
Il modello debuttò al salone dell'automobile di Londra del 1949 come una versione cabriolet per quattro passeggeri con carrozzeria in alluminio derivante dalla Austin A40 Devon/Dorset. L'A40 Sports conservava la dicitura Austin of England ed il Bouchon de Radiateur sul cofano (cioè lo stemma della "A" alata), anche se venne progettata e realizzata in collaborazione con la Jensen Motors. Il modello, però, più che essere identificato come un'autentica vettura sport, poteva essere classificato nella categoria turismo.
La produzione dell'A40 Sports iniziò nel novembre del 1950, con l'intenzione di commercializzare la vettura dal 1951. Fino al termine della produzione (1953), ne vennero fabbricati 4.011 esemplari.
L'A40 Sports ebbe origine dalla collaborazione tra l'Austin e la Jensen Motors. Il modello nacque quando il presidente dell'Austin, Leonard Lord, vide la Jensen Interceptor e fece richiesta alla sua casa costruttrice di sviluppare una carrozzeria che potesse avere installata la meccanica dell'Austin A40 Devon/Dorset. Il telaio tipo separato che si ottenne fu progettato da Eric Neale, un ex tecnico della Wolseley che si unì alla Jensen nel 1946. Durante gli anni di produzione della A40 Sports, le carrozzerie erano costruite dalla Jensen e venivano in seguito spedite allo stabilimento di Longbridge dell'Austin per l'assemblaggio finale. La sezione centrale del telaio era però di tipo scatolato, sebbene l'intenzione di Leonard Lord era quella di basare l'A40 Sports sulla meccanica dell'A40 Devon. Il telaio fu realizzato con queste caratteristiche per fornire rigidezza al veicolo, che era corpo vettura aperto.
L'A40 Sports venne prodotta in due serie. La prima, denominata, GD2 Series, fu introdotta per prima in occasione del lancio del modello e venne sostituita nell'agosto 1951 dalla seconda serie, la GD3 Series, che fu prodotta fino all'aprile 1953.

## Caratteristiche tecniche
Rispetto al modello da cui derivava, l'A40 Sports montava una versione con carburatore a doppio corpo SU del motore da 1,2 L di cilindrata. Questo propulsore, che era a quattro cilindri in linea, erogava una potenza di 46 CV, contro i 42 CV del motore a carburatore singolo dell'A40 Devon/Dorset.
Il cambio era manuale a quattro rapporti; la leva che lo comandava era montata inizialmente sul pavimento della vettura, ma successivamente fu spostata sul piantone dello sterzo. Quest'ultimo era a circolazione di sfere. Le sospensioni anteriori erano indipendenti a molle elicoidali ed assale rigido, mentre quelle posteriori erano formate da balestre semi-ellittiche.
Le due serie della vettura si differenziavano da alcuni aspetti tecnici. La serie iniziale, la GD2 Series, possedeva la leva del cambio montata sul pavimento ed aveva un cruscotto identico a quello dell'A40 Devon. La successiva serie GD3 Series era caratterizzata invece dall'avere la leva della trasmissione montata sul piantone dello sterzo, i freni interamente idraulici ed un cruscotto rivisto che era caratterizzato dalla presenza di un pannello strumenti centrale.
Venne commercializzata con un solo tipo di carrozzeria, cabriolet due porte.

## Prestazioni
L'A40 Sports riusciva a fatica a tenere una velocità di crociera compresa tra i 96 km/h ed i 105 km/h, sebbene la rivista specializzata The Motor registrò, durante un test effettuato nel 1951, una velocità massima di 125,2 km/h. Nella stessa prova venne misurata un'accelerazione da 0 a 97 km/h di 25,6 secondi ed un consumo di carburante di 9,64 L/100 km.

## I prezzi di vendita
Sul mercato statunitense, inizialmente individuato come sbocco principale, l'A40 Sports fu messa in vendita a 2.200 dollari (equivalente a 17.453 dollari del 2009). Nel Regno Unito era invece in listino a 818 sterline, quando una contemporanea berlina di fascia media e di gran diffusione come la Vauxhall Velox era offerta a 550 sterline, e un'Austin A40 Devon berlina era in vendita a 500 sterline.

## La scommessa della prova di durata
Come trovata pubblicitaria per promuovere l'A40 Sports, Leonard Lord scommise con Alan Hess del dipartimento dell'Austin che si occupava di pubblicità, che non sarebbe mai riuscito a guidare un esemplare del modello in un giro del mondo della durata di massima 30 giorni. Nel 1951, un'Austin A40 Sports guidata da Hess, che raccolse la sfida, riuscì nell'impresa in soli 21 giorni con l'assistenza di un aereo della compagnia KLM (la maggior parte del viaggio fu fatto in aereo), coprendo 10.000 miglia terrestri. La media giornaliera fu di 475 miglia, ed il consumo di carburante di 10,27 km/L.